# Giovanni Battista Donati
Giovanni Battista Donati, även känd som Giambattista Donati, född 16 december 1826 i Pisa, död i kolera 20 september 1873 i Florens, var en italiensk astronom och meteorolog. 
Donati var från 1864 chef för astronomiska observatoriet vid Florens. Han upptäckte 1858 den efter honom uppkallade kometen, Donatis komet, vilket ledde till att han samma år tillsammans med flera andra tilldelades Lalandepriset. Donati ägnade sig sedermera, förutom åt meteorologiska studier, främst åt spektralanalytiska undersökningar, som just vid denna tid började användas även inom astronomin.